# Coccidiphila gerasimovi
Coccidiphila gerasimovi é uma espécie de insetos lepidópteros, mais especificamente de traças, pertencente à família Cosmopterigidae.
A autoridade científica da espécie é Danilevsky, tendo sido descrita no ano de 1950.
Trata-se de uma espécie presente no território português.